# Abraham Dirk Loman (theoloog)

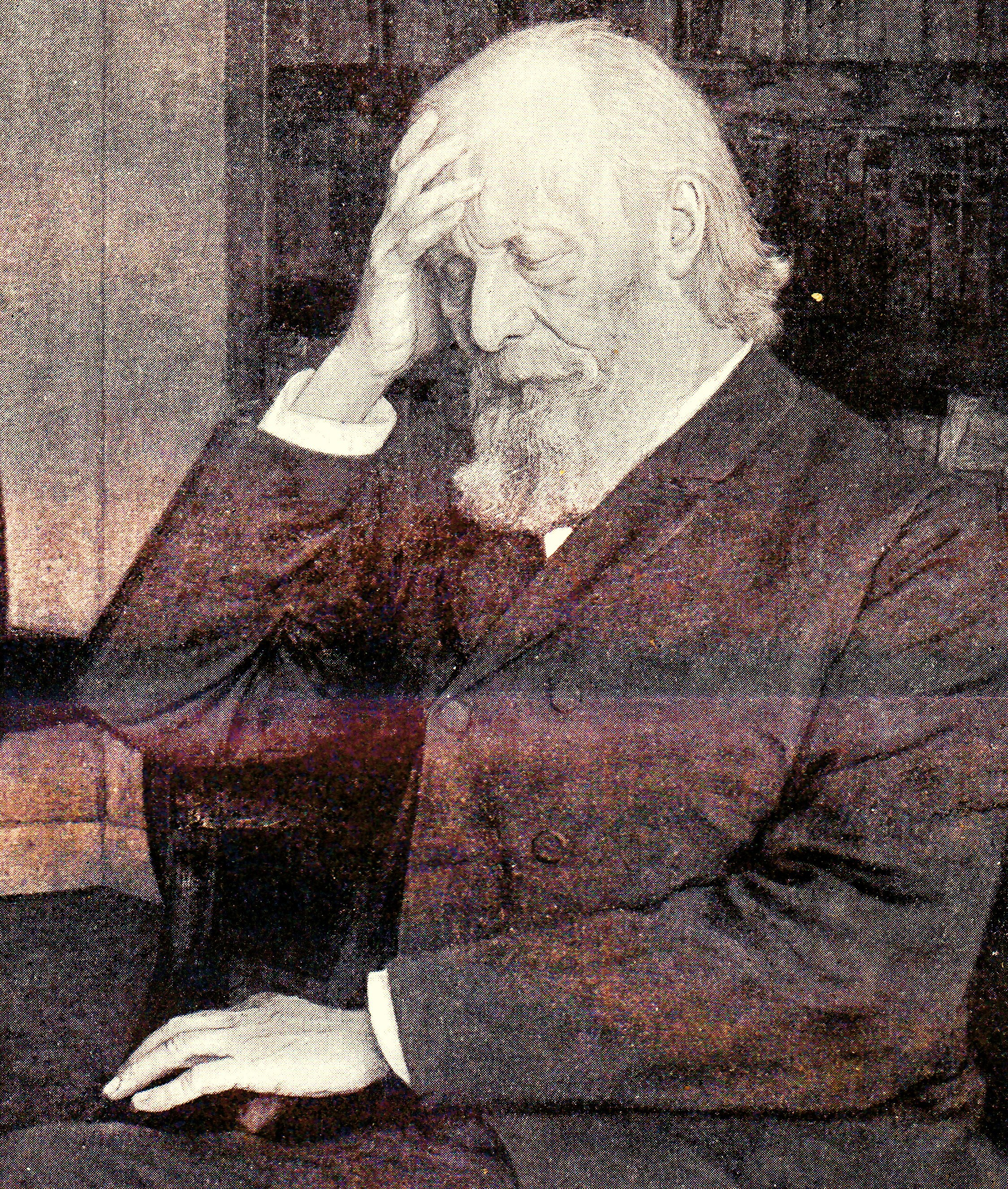
A.D. Loman

Abraham Dirk Loman (Den Haag, 16 september 1823 - Amsterdam, 17 april 1897) was een Nederlandse predikant en hoogleraar.

## Familie
Hij was zoon van predikant Jan Christiaan Loman en Catharina Maria Stoop. Hijzelf was getrouwd met Anna Maria Willet en daarna met Ida Augusta Kerkhoven, een dochter van Johannes Kerkhoven. Uit dat laatste huwelijk kwamen drie musici voort: Abraham Dirk jr., Rudolf Loman en Cato Loman.

## Opleiding
Loman bezocht de lagere school en daarna de Koninklijke Muziekschool en enige tijd de Nutsschool. In oktober 1840 werd hij als theologiae studiosus ingeschreven bij het Athenaeum Illustre en het Evangelisch-Luthersch Seminarium in Amsterdam. In oktober 1845 werd Loman tot proponent bevorderd, nadat hij in de voorafgaande jaren al zijn examens aan de Rijksuniversiteit te Leiden cum laude had afgelegd.

## Loopbaan
Na enige tijd te Maastricht als hulpprediker en te Deventer als predikant werkzaam te zijn geweest, aanvaardde Loman in 1856 het ambt van hoogleraar bij het Evangelisch Luthers Kerkgenootschap. In zijn oratie De germani theologi humanitate legde hij de nadruk op de eis van algemene ontwikkeling, die aan godgeleerden en aan predikanten moest worden gesteld. In 1860 publiceerde Loman in De Gids een artikel Over de opstanding van Jezus. Ook zijn paastoespraak Wat zoekt gij de levende bij de doden leidde tot veel beroering. Later publiceerde hij Over het Onuitsprekelijke, waarin hij pleitte voor een streven naar vermeerdering van kennis die op het onbekende moest worden veroverd en die helder en duidelijk overgedragen moest worden. Loman zag Jezus niet als historische figuur, maar als de belichaming van de ideeën van messianistische stromingen uit de eerste twee eeuwen van onze jaartelling. Dit sluit niet uit dat Jezus echt bestaan kan hebben, maar alles wat wij van hem weten, hebben wij uit de tweede hand.
Naast zijn liturgische werkzaamheden en zijn werk als hoogleraar schreef hij in 1872 een boekje genaamd Twaalf Geuzeliedjes uit de Geusen Liedenboecxkens van 1588 en later. Met de Oorspronkelijke Wijzen waarop ze in den Spaanschen Tijd gezongen werden. Ook deed hij werk voor de Maatschappij tot Bevordering der Toonkunst en de Vereniging voor Noord-Nederlandse muziekgeschiedenis. Hij probeerde de beoefening van de klassieke muziek naar een hoger peil te tillen, door begaafde musici om zich heen te verzamelen en die vergeten werken te laten uitvoeren. Daarnaast publiceerde hij artikelen in onder andere De Gids, De Nederlandsche Spectator, Navorscher, Caecilia en het Theologisch Tijdschrift en gaf hij een bundel Over Oud-Nederlandsche liederen bij Valerius (1625) uit. Vanwege zijn betrokkenheid bij het werk van Valerius heeft de gemeente Amsterdam een straat naar hem genoemd (de Lomanstraat), parallel lopend aan de Valeriusstraat in Oud-Zuid. Hij schreef diverse werken voor koor, maar ook enkele werkjes voor piano solo (Drie stukken voor piano met Wonnetage, Bange Frage en Keckes Wagen) en Characterstücke für Klavier und Violine, aldus Letzer.
Een lied van zijn hand (op een melodie uit Valerius) werd opgenomen in de populaire liedbundel Kun je nog zingen, zing dan mee. De eerste regels luiden: "Wie gaat mee, gaat mee over zee? Houd het roer recht!".
Loman was de laatste twintig jaar van zijn leven blind. Hij werd begraven op Zorgvlied.

## Wetenschappelijk werk
Loman publiceerde Quaestiones Paulinae, waarin hij de Paulinische brieven in een later tijdvak plaatste. Ook trad daarin zijn symbolische opvatting van het Christendom op de voorgrond. Onderdeel van zijn studies was een uitgebreid onderzoek naar de echtheid van de Brief van Paulus aan de Galaten, dat hij echter niet meer heeft kunnen afmaken. Zijn opvattingen worden gerekend tot de Radicale Kritiek.
- Biografisch Portaal: 89781464
- Digitale Bibliotheek voor de Nederlandse Letteren: loma003
- Gemeinsame Normdatei: 117197807
- International Standard Name Identifier: 0000 0000 4279 1702
- Library of Congress Control Number: no94003638
- Nederlandse Thesaurus van Auteursnamen: 070033773
- Système universitaire de documentation: 120877996
- Virtual International Authority File: 13078693
- WorldCat: E39PBJy49mkMQWdTHdYHBDdRKd